# Bagaraatan ostromi
Bagaraatan ostromi és una espècie de dinosaure teròpode que va viure al Cretaci superior. Les seves restes fòssils s'han trobat a la formació de Nemegt de Mongòlia. Bagaraatan podria haver fet entre 3 i 4 metres de longitud. L'espècie fou descrita per Osmolska l'any 1996. L'esquelet postcranial (ZPAL MgD-I/108) va ser descrit com a "similar al d'un ocell", mentre el crani presenta característiques de diversos grups de teròpodes diferents. Holtz el va classificar com a tiranosauroïdeu basal, Coria el va identificar com a troodòntid, i Rauhut el va emplaçar amb els maniraptors.

## Refereències
- Osmolska, H. (1996). "An unusual theropod dinosaur from the Late Cretaceous Nemegt Formation of Mongolia". Acta Palaeontologica Polonica 41; 1-38